# Kabîcivka, Markivka
Kabîcivka (în ucraineană Кабичівка) este localitatea de reședință a comunei Kabîcivka din raionul Markivka, regiunea Luhansk, Ucraina.

## Demografie
Componența lingvistică a localității Kabîcivka
     Ucraineană (96,19%)
     Rusă (3,71%)
     Alte limbi (0,1%)
Conform recensământului din 2001, majoritatea populației localității Kabîcivka era vorbitoare de ucraineană (96,19%), existând în minoritate și vorbitori de rusă (3,71%).